# Big history

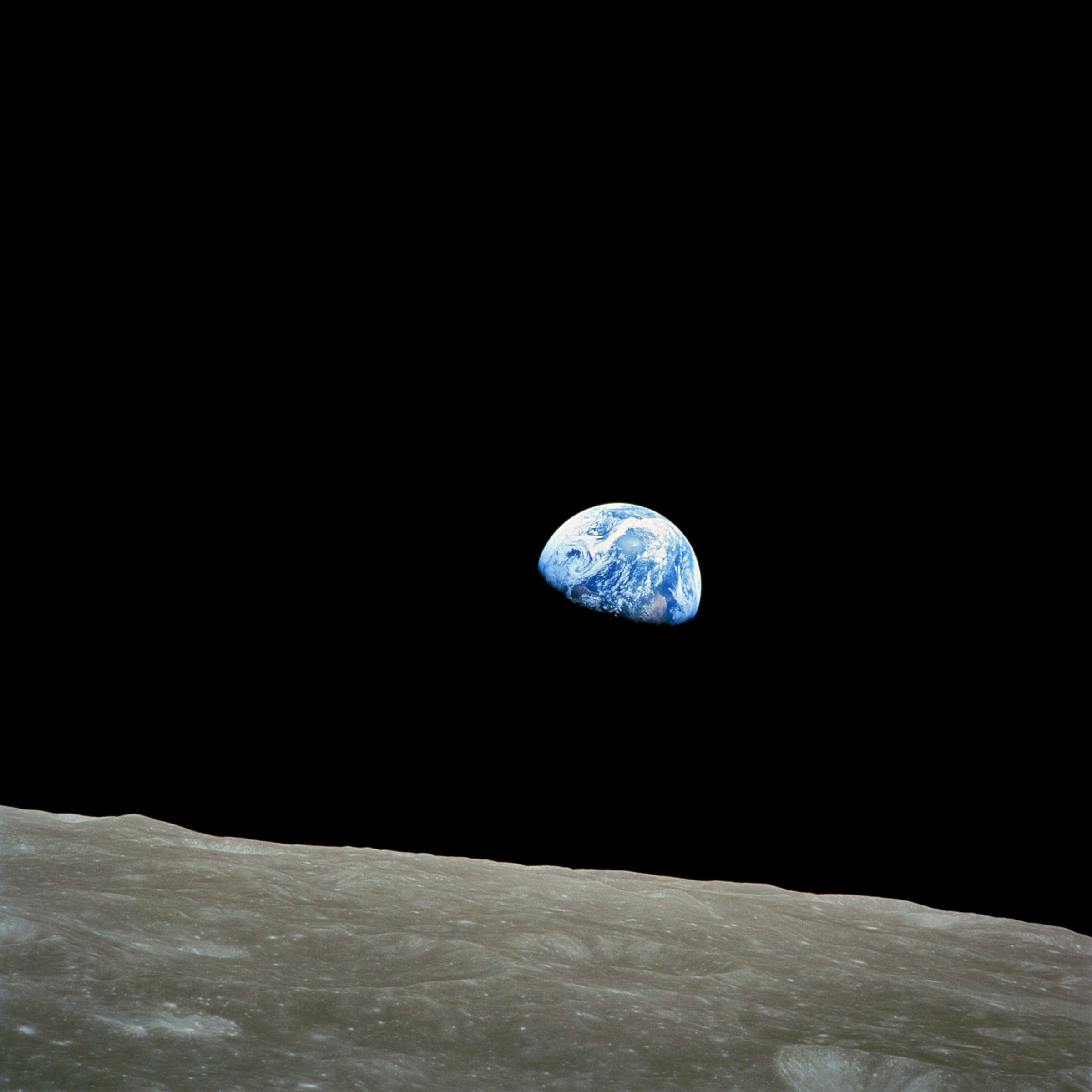
Earthrise (te vertalen als aardopkomst) is de naam gegeven aan een foto van de Aarde, gemaakt in 1968 door astronaut William Anders tijdens de Apollo 8-missie
Deze foto siert de omslag van Big History and the Future of Humanity van Fred Spier uit 2010

Big history, ook wel geschiedenis in het groot, is een historiografische richting waarbij de wereldgeschiedenis vanaf de oerknal tot heden wordt besproken. Hierbij wordt gebruikgemaakt van diverse wetenschappelijke disciplines met onder meer kosmologie en astronomie voor de kosmische geschiedenis, geologie voor de geschiedenis van de Aarde, paleontologie en evolutionaire biologie voor de geschiedenis van het leven en archeologie en historiografie voor de mensheidgeschiedenis.
Als apart vakgebied kwam het op in de jaren tachtig van de twintigste eeuw, waarbij de Australische historicus David Christian in 1988 de term big history muntte voor deze geïntegreerde geschiedbenadering.